# Associazione Calcio Venezia 1949-1950
Questa voce raccoglie le informazioni riguardanti l'Associazione Fascista Calcio Venezia nelle competizioni ufficiali della stagione 1949-1950.

## Rosa
| N. |                    | Ruolo | Calciatore          |
| -- | ------------------ | ----- | ------------------- |
|    | Italia (bandiera)  | P     | Giorgio Fioravanti  |
|    | Italia (bandiera)  | P     | Luigi Griffanti     |
|    | Italia (bandiera)  | P     | Sergio Caburlotto   |
|    | Italia (bandiera)  | D     | Renato Lucchi       |
|    | Italia (bandiera)  | D     | Ernesto Sandroni    |
|    | Italia (bandiera)  | D     | Glauco Ferron       |
|    | Italia (bandiera)  | D     | Carlo Pischianz     |
|    | Italia (bandiera)  | D     | Pietro Chiappin     |
|    | Italia (bandiera)  | D     | Gennarino Ottogalli |
|    | Italia (bandiera)  | D     | Cesare Bianchini    |
|    | Italia (bandiera)  | C     | Lidio Massagrande   |
|    | Italia (bandiera)  | C     | Cesare Presca       |
|    | Francia (bandiera) | C     | Lucien Leduc        |
|    | Italia (bandiera)  | C     | Pietro Castignani   |

| N. |                       | Ruolo | Calciatore        |
| -- | --------------------- | ----- | ----------------- |
|    | Italia (bandiera)     | C     | Orfeo Bellesini   |
|    | Italia (bandiera)     | C     | Lino Cauzzo       |
|    | Italia (bandiera)     | A     | Pietro Degano     |
|    | Italia (bandiera)     | A     | Mario Renosto     |
|    | Jugoslavia (bandiera) | A     | Vinko Golob       |
|    | Jugoslavia (bandiera) | A     | Spasoje Nikolić   |
|    | Italia (bandiera)     | A     | Luigi Scanselli   |
|    | Italia (bandiera)     | A     | Erminio Bercarich |
|    | Italia (bandiera)     | A     | Mario Capelli     |
|    | Italia (bandiera)     | A     | Elios Vaccari     |
|    | Italia (bandiera)     | A     | Danilo Venturi    |
|    | Italia (bandiera)     | A     | Gastone Nordio    |
|    | Italia (bandiera)     | A     | Giuseppe Pucci    |

## Risultati

### Serie A

#### Girone di andata
| 11 settembre 1949 1ª giornata | Venezia | 0 – 1 | Torino |  |

| 18 settembre 1949 2ª giornata | Fiorentina | 5 – 0 | Venezia |  |

| 25 settembre 1949 3ª giornata | Venezia | 1 – 4 | Milan |  |

| 2 ottobre 1949 4ª giornata | Venezia | 1 – 2 | Como |  |

| 9 ottobre 1949 5ª giornata | Inter | 7 – 0 | Venezia |  |

| 16 ottobre 1949 6ª giornata | Venezia | 3 – 7 | Sampdoria |  |

| 20 ottobre 1949 7ª giornata | Juventus | 1 – 0 | Venezia |  |

| 23 ottobre 1949 8ª giornata | Pro Patria | 1 – 0 | Venezia |  |

| 30 ottobre 1949 9ª giornata | Venezia | 1 – 1 | Palermo |  |

| 6 novembre 1949 10ª giornata | Venezia | 2 – 1 | Bari |  |

| 13 novembre 1949 11ª giornata | Novara | 5 – 1 | Venezia |  |

| 20 novembre 1949 12ª giornata | Venezia | 0 – 8 | Padova |  |

| 4 dicembre 1949 13ª giornata | Bologna | 6 – 1 | Venezia |  |

| 8 dicembre 1949 14ª giornata | Triestina | 2 – 0 | Venezia |  |

| 11 dicembre 1949 15ª giornata | Venezia | 3 – 1 | Genoa |  |

| 18 dicembre 1949 16ª giornata | Roma | 3 – 2 | Venezia |  |

| 26 dicembre 1949 17ª giornata | Venezia | 1 – 0 | Lucchese |  |

| 1 gennaio 1950 18ª giornata | Atalanta | 3 – 1 | Venezia |  |

| 8 gennaio 1950 19ª giornata | Venezia | 1 – 0 | Lazio |  |

#### Girone di ritorno
| 15 gennaio 1950 20ª giornata | Torino | 3 – 0 | Venezia |  |

| 22 gennaio 1950 21ª giornata | Venezia | 1 – 2 | Fiorentina |  |

| 29 gennaio 1950 22ª giornata | Milan | 2 – 0 | Venezia |  |

| 5 febbraio 1950 23ª giornata | Como | 0 – 0 | Venezia |  |

| 12 febbraio 1950 24ª giornata | Venezia | 1 – 1 | Inter |  |

| 19 febbraio 1950 25ª giornata | Sampdoria | 0 – 0 | Venezia |  |

| 23 febbraio 1950 26ª giornata | Venezia | 1 – 4 | Juventus |  |

| 5 marzo 1950 27ª giornata | Venezia | 0 – 0 | Pro Patria |  |

| 12 marzo 1950 28ª giornata | Palermo | 1 – 0 | Venezia |  |

| 19 marzo 1950 29ª giornata | Bari | 4 – 0 | Venezia |  |

| 26 marzo 1950 30ª giornata | Venezia | 0 – 1 | Novara |  |

| 9 aprile 1950 31ª giornata | Padova | 3 – 0 | Venezia |  |

| 16 aprile 1950 32ª giornata | Venezia | 1 – 1 | Bologna |  |

| 23 aprile 1950 33ª giornata | Venezia | 0 – 1 | Triestina |  |

| 30 aprile 1950 34ª giornata | Genoa | 1 – 0 | Venezia |  |

| 7 maggio 1950 35ª giornata | Venezia | 2 – 1 | Roma |  |

| 14 maggio 1950 36ª giornata | Lucchese | 2 – 0 | Venezia |  |

| 21 maggio 1950 37ª giornata | Venezia | 1 – 2 | Atalanta |  |

| 28 maggio 1950 38ª giornata | Lazio | 2 – 0 | Venezia |  |

## Statistiche

### Statistiche di squadra
| Competizione | Punti | In casa | In casa | In casa | In casa | In casa | In casa | In trasferta | In trasferta | In trasferta | In trasferta | In trasferta | In trasferta | Totale | Totale | Totale | Totale | Totale | Totale | DR  |
| Competizione | Punti | G       | V       | N       | P       | Gf      | Gs      | G            | V            | N            | P            | Gf           | Gs           | G      | V      | N      | P      | Gf     | Gs     | DR  |
| ------------ | ----- | ------- | ------- | ------- | ------- | ------- | ------- | ------------ | ------------ | ------------ | ------------ | ------------ | ------------ | ------ | ------ | ------ | ------ | ------ | ------ | --- |
| Serie A      | 38    | 19      | 5       | 4       | 10      | 20      | 38      | 19           | 0            | 2            | 17           | 5            | 51           | 38     | 5      | 6      | 27     | 25     | 89     | -64 |

### Statistiche dei giocatori
| Giocatore      | Serie A  | Serie A |
| Giocatore      | Presenze | Reti    |
| -------------- | -------- | ------- |
| O. Bellesini   | 11       | 0       |
| E. Bercarich   | 14       | 4       |
| C. Bianchini   | 1        | 0       |
| S. Caburlotto  | 1        | -2      |
| M. Capelli     | 13       | 2       |
| P. Castignani  | 17       | 0       |
| L. Cauzzo      | 2        | 0       |
| P. Chiappin    | 9        | 0       |
| P. Degano      | 30       | 5       |
| G. Ferron      | 24       | 0       |
| G. Fioravanti  | 26       | -46     |
| V. Golob       | 21       | 5       |
| L. Griffanti   | 11       | -41     |
| L. Leduc       | 21       | 1       |
| R. Lucchi      | 35       | 1       |
| L. Massagrande | 33       | 0       |
| S. Nicolitch   | 18       | 1       |
| G. Nordio      | 6        | 0       |
| G. Ottogalli   | 5        | 0       |
| C. Pischianz   | 15       | 0       |
| C. Presca      | 25       | 0       |
| G. Pucci       | 3        | 0       |
| M. Renosto     | 21       | 4       |
| E. Sandroni    | 26       | 0       |
| L. Scanselli   | 17       | 1       |
| E. Vaccari     | 7        | 1       |
| D. Venturi     | 6        | 0       |